# Tom Voyce

a Compétitions nationales et continentales officielles uniquement.

b Matchs officiels uniquement.
Dernière mise à jour le 13 novembre 2021.
Thomas « Tom » Michael D. Voyce, né le 5 janvier 1981 à Truro (Angleterre) et mort le 8 décembre 2024, est un joueur de rugby à XV qui joue avec l'équipe d'Angleterre entre 2001 et 2006, évoluant au poste de trois quart aile (1,83 m et 95 kg).

## Carrière
Il a eu sa première cape internationale le 16 juin 2001, à l’occasion d’un match contre l'équipe des États-Unis. 
Avec les London Wasps, il dispute la coupe d'Europe (6 matchs et 2 essais en 2004-2005) et le Championnat d'Angleterre.

## Mort accidentelle
Selon la police du comté de Northumberland, le véhicule qu'il conduisait a été emporté dans la rivière Aln au cours du weekend du 7 décembre 2024 et Voyce n'a pas donné signe de vie depuis,. Son corps est finalement retrouvé le 13 décembre 2024.

## Palmarès
- 9 sélections avec l'équipe d'Angleterre
- 3 essais marqués (15 points)
- Sélections par année : 1 en 2001, 2 en 2004, 1 en 2005, 5 en 2006